# Honest Lullaby
Honest Lullaby es el vigésimo álbum de estudio de la cantante estadounidense Joan Báez, publicado por la compañía discográfica Portrait Records en julio de 1979. Supuso su último trabajo discográfico con la filial de Sony Music Portrait, así como su último disco de estudio publicado en los Estados Unidos hasta 1987. Además de composiciones propias, Honest Lullaby incluyó también versiones de artistas como Janis Ian y Jackson Browne. En su libro And a Voice to Sing With, Báez especuló que su marcha de CBS pudo deberse a desacuerdos políticos con el entonces presidente de la compañía.
Báez dedicó el álbum a la memoria del periodista John L. Wasserman, quien había fallecido en febrero de 1979 y había escrito las notas del álbum The Best of Joan C. Baez. La fotografía de portada fue realizada por Yousuf Karsh.

## Lista de canciones
1. "Let Your Love Flow" (Larry E. Williams) - 3:00
2. "No Woman No Cry" (Vincent Ford) - 4:00
3. "Light a Light" (Janis Ian) - 3:25
4. "Song at the End of the Movie" (Pierce Pettis) - 2:53
5. "Before the Deluge" (Jackson Browne) - 5:24
6. "Honest Lullaby" (Joan Báez) - 4:05
7. "Michael" (Joan Báez) - 6:10
8. "For Sasha" (Joan Báez) - 4:50
9. "For All We Know" (Sam M. Lewis, J. Fred Coots) - 2:45
10. "Free at Last" (Báez, George Jackson) - 2:26